# جيم أبلباي
جيم أبلباي (بالإنجليزية: Jim Appleby)‏ هو لاعب كرة قدم بريطاني، ولد في 15 يونيو 1934 في Shotton Colliery ‏ في المملكة المتحدة، وتوفي في 6 يناير 2014 في Peterlee ‏ في المملكة المتحدة. لعب مع بلاكبيرن روفرز ونادي بيرنلي ونادي تشستر سيتي ونادي ساوثبورت.